# Yucca madrensis
Yucca madrensis är en sparrisväxtart som beskrevs av Howard Scott Gentry. Yucca madrensis ingår i släktet palmliljor, och familjen sparrisväxter. Inga underarter finns listade i Catalogue of Life.

## Bildgalleri

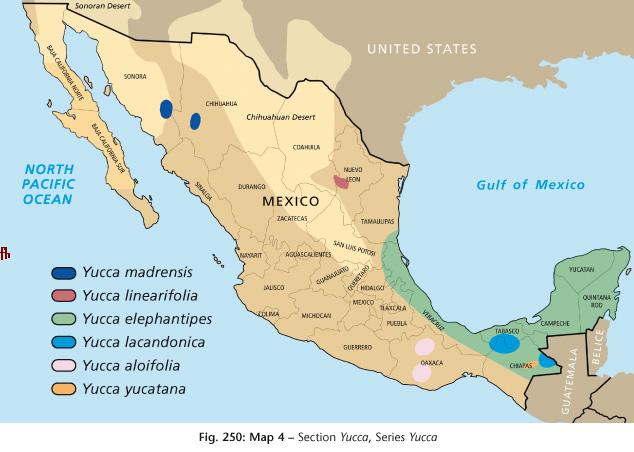
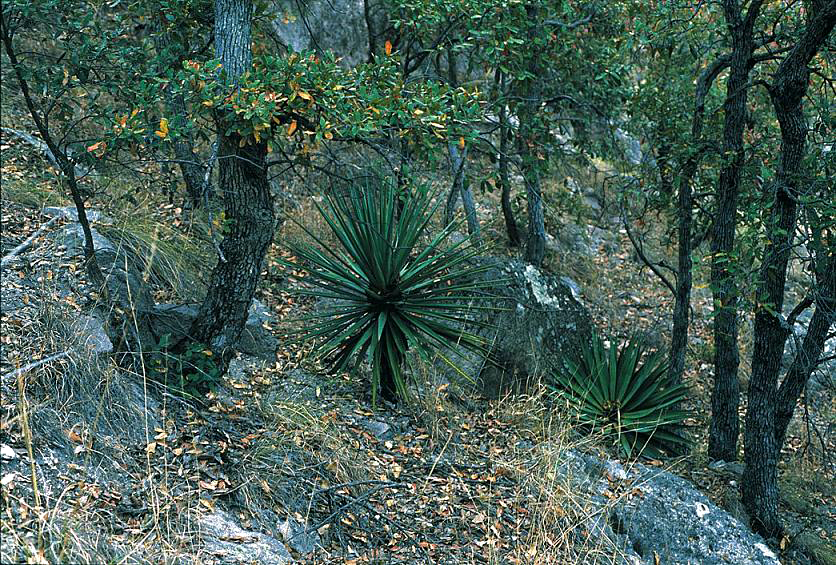
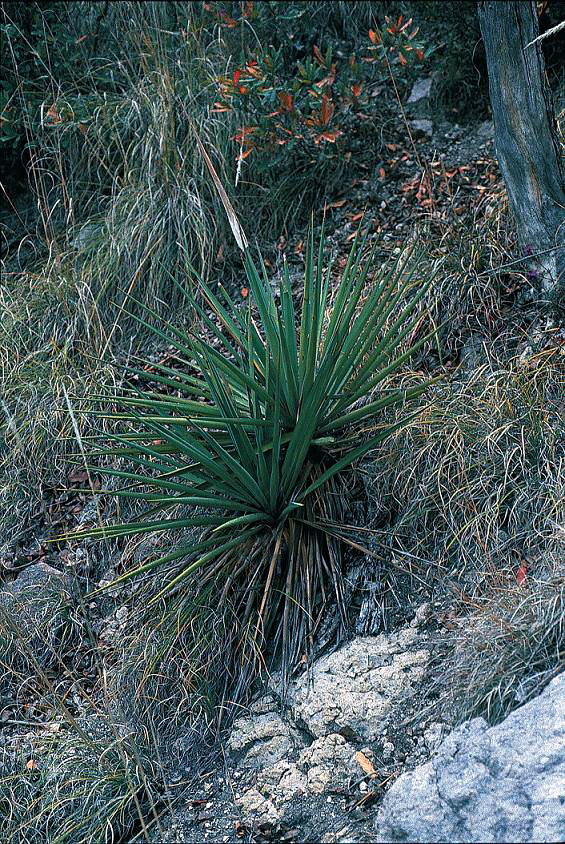